# Euphorbia fragifera
Euphorbia fragifera är en törelväxtart som beskrevs av Jan. Euphorbia fragifera ingår i släktet törlar, och familjen törelväxter. Inga underarter finns listade i Catalogue of Life.

## Bildgalleri

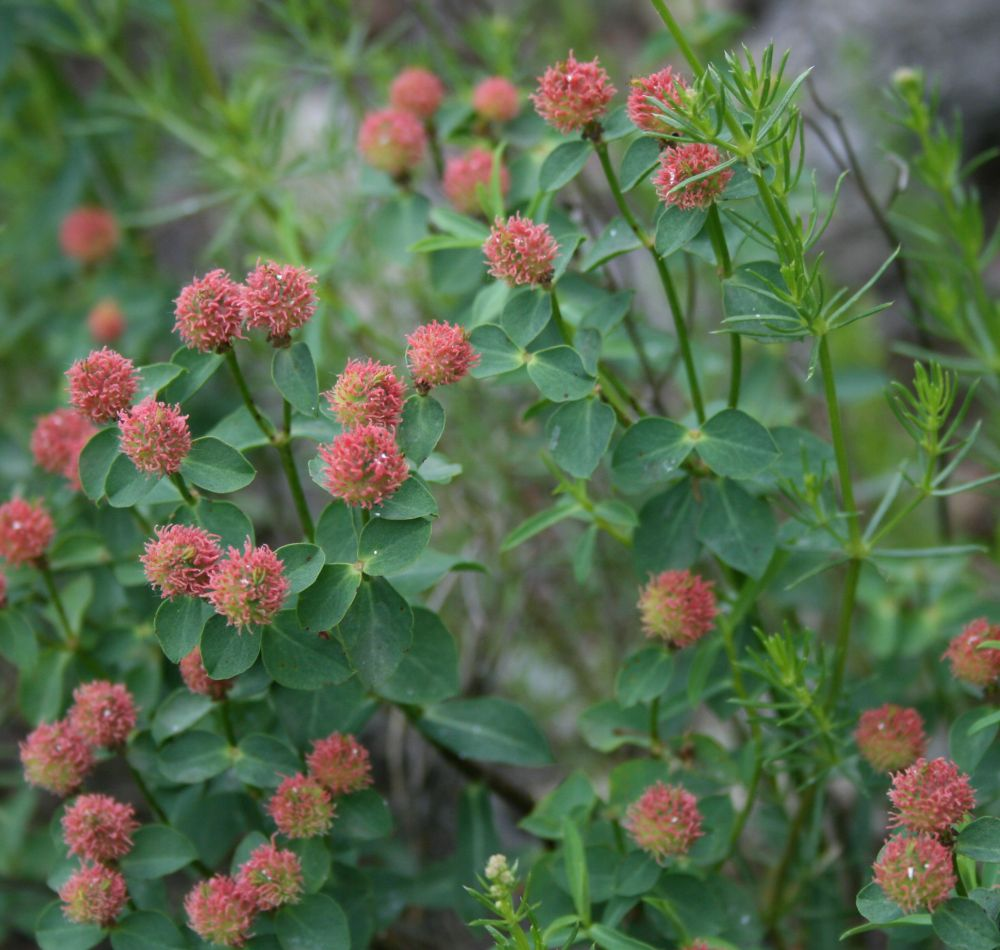